# Dasyloricaria
Dasyloricaria är ett släkte av fiskar. Dasyloricaria ingår i familjen harneskmalar.
Arterna lever i Central- och Sydamerika. Maximallängden varierar mellan 16,5 och 35,5 cm.
Arter enligt Catalogue of Life och Fishbase:
- Dasyloricaria capetensis
- Dasyloricaria filamentosa
- Dasyloricaria latiura
- Dasyloricaria seminuda
- Dasyloricaria tuyrensis